# Rodovia Anhanguera
A Rodovia Anhanguera ou anteriormente denominada Via Anhanguera (SP-330) é uma rodovia brasileira do estado de São Paulo, considerada uma das mais bem conservadas rodovias do país, classificando-se na segunda posição do ranking elaborado através de pesquisa rodoviária de 2013, realizada pela Confederação Nacional do Transporte. Faz parte do sistema BR-050, que liga Brasília a Santos.
A Rodovia Anhanguera liga São Paulo com a região nordeste do estado, passando por importantes cidades industriais e a uma das mais produtivas áreas agrícolas. É uma das mais importantes rodovias do Brasil e uma das mais movimentadas, com o trecho de maior tráfego entre São Paulo e Campinas, o primeiro a ser construído. É duplicada, contendo trechos com faixas adicionais e pistas marginais. Têm um tráfego pesado, especialmente de caminhões. É considerada, juntamente com a Rodovia dos Bandeirantes e Rodovia Washington Luís, o maior corredor financeiro do país, pois interliga algumas das regiões metropolitanas do estado como São Paulo, Jundiaí, Campinas e Ribeirão Preto, assim como o Aglomerado Urbano de Franca e a Região Administrativa Central.
Tipo de via: Duplicada (pista dupla)

## História
A primeira menção de uma estrada que ligava São Paulo a Campinas foi uma carta de 1720 do alferes José Peixoto da Silva Braga, enviada ao padre Diogo Soares, na qual está indicado o roteiro que aquele oficial havia seguido com a bandeira do Anhanguera, o moço. Registra que o famoso Bartolomeu Bueno da Silva saíra de São Paulo com uma tropa de 152 homens armados, acompanhados de dois religiosos bentos e providos de 39 cavalos. Entre São Paulo e Campinas, a travessia foi feita em cinco dias, quatro deles em romper matas, até ser atingido o Rio Mojiguaçu. 
Em 1774, o caminho percorrido por Anhanguera era uma estrada de terra entre São Paulo, Jundiaí e Campinas, daí sentido sertões desconhecido, servindo os tropeiros e viajantes que exploravam o interior em busca de ouro, pedras preciosas e escravos. 
A primeira versão da estrada moderna, conhecida como Estrada Velha de Campinas (SP-332), foi iniciada em 1916 com a mão de obra de 84 sentenciados, que construíram 32 Km. A São Paulo–Campinas, antecessora da Anhanguera, foi concluída em 1921, quando existiam, em todo estado de São Paulo, pouco mais de três mil carros de passageiros e 100 caminhões. Esta estrada existe até os dias atuais e corre paralela à Rodovia Anhanguera.  
Em 1920, Washington Luís, presidente do estado, determinou a aceleração dos trabalhos da São Paulo-Jundiaí e seu prolongamento até Campinas. Autorizou a contratação de trabalhadores assalariados, que substituíram os presidiários. Foi a primeira estrada planejada e executada em função dos veículos motorizados. No ano de 1920, era iniciada a construção do trecho de Campinas até Ribeirão Preto.
Em 1940, no dia 25 de janeiro, tinham início, pelo interventor federal Adhemar Pereira de Barros, as obras de construção da nova rodovia São Paulo-Campinas,, que passou a ser chamada de Via Anhanguera, com traçado diferente, paralelo à antiga Estrada Velha de Campinas, esta é a atual Avenida Raimundo Pereira de Magalhães até o limite de São Paulo com Caieiras, terminando em Campinas na Avenida Washington Luís 
Oito anos depois, em 22 de abril de 1948, no segundo governo de Adhemar de Barros, surgia a primeira pista pavimentada da rodovia ligando a capital a Jundiaí e, depois, a Campinas. Em 1953, a segunda pista, tornando-se a primeira rodovia pavimentada e duplicada do país. Nove anos depois, começavam as obras de construção e pavimentação do novo acesso da Anhanguera a Campinas. Em março de 1976, a DERSA assumia o controle do km 10 ao 110.
Em 19 de agosto de 1996, o Sistema Brasileiro de Televisão (SBT) inaugurou, às margens da rodovia, o seu complexo de centro de televisão, conhecido como CDT da Anhanguera, para substituir os antigos estúdios da Central de Produções da Vila Guilherme, Teatro Silvio Santos (Av. Gal. Ataliba Leonel 1772 com Rua Azir Antônio Salton, 232), Fábrica de Cenários da Rua dos Camarés do Carandiru e Estúdios do Sumaré, sendo considerado um dos maiores centros televisivos da América Latina. O trevo de acesso da Rodovia Anhanguera para o Rodoanel recebeu o nome de Complexo Viário Silvio Santos, em homenagem ao fundador do SBT.

## Origem do nome
O nome da rodovia, Anhanguera, homenageia os famosos bandeirantes dos séculos XVII e XVIII Bartolomeu Bueno da Silva, pai e filho, que compartilhavam tanto o nome "Bartolomeu Bueno da Silva" quanto o apelido "Anhanguera": este último, termo tupi que significa "diabo velho" (anhanga, diabo + ûera, velho).

## A rodovia

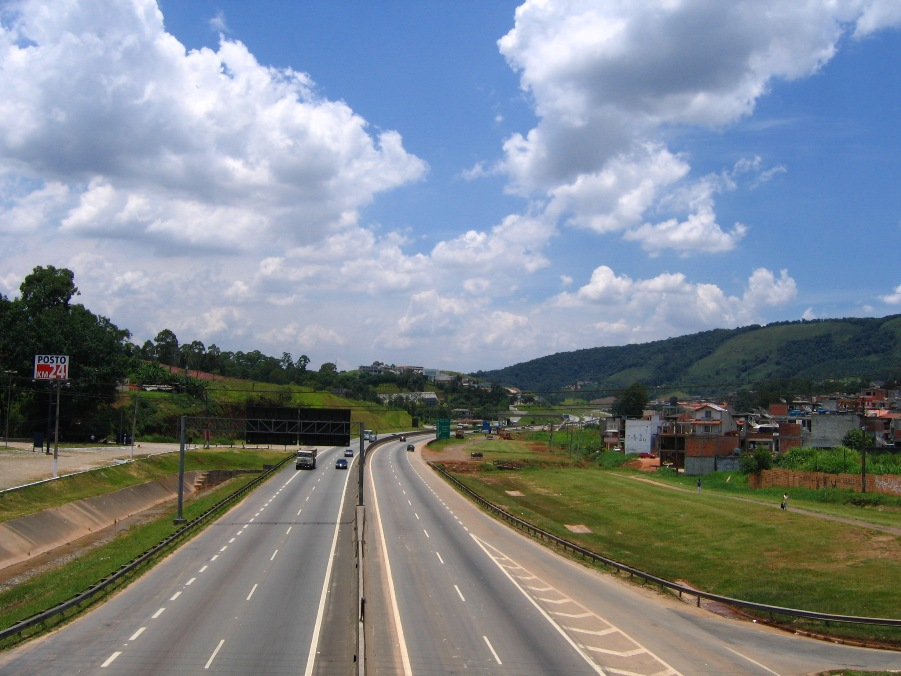
Via Anhanguera na região de Perus, km 24 sentido norte

Inicia-se no km 10 na Rua Monte Pascal, ainda no bairro da Lapa, na capital paulista e vai até o km 453, em Igarapava, junto à ponte sobre o Rio Grande, divisa natural com o estado de Minas Gerais. 
É denominada - SP-330 (São Paulo) - Campinas - Ribeirão Preto - Divisa Minas Gerais (Igarapava), nesse trecho de estrada.
Originalmente, com 80 Km de extensão, entre São Paulo e Campinas, a SP-330  hoje soma 442 Km, até Igarapava, sendo a terceira maior rodovia do estado. Pista dupla, tráfego intenso, de São Paulo a Limeira, com acesso à Rodovia Washington Luís para Rio Claro, São Carlos, Araraquara, São José do Rio Preto e outras. 
As concessionárias executam serviços de obras e melhoramentos em vias marginais, faixas adicionais, passarelas, sinalizações, recapeamentos, iluminação, etc.
Possui postos de pedágios, bases da Polícia Rodoviária, passando por trechos de muita beleza. Além de serviços nas vias de circulação, foi investido em controle e segurança instalando telefones de emergência por toda a rodovia, cabos de fibra ótica para comunicação, estações de controle de tráfego e câmeras de monitoramento. Há equipes disponíveis para prestar socorro mecânico incluindo guinchos e serviços de primeiros socorros com ambulâncias.
Entre as principais obras realizadas destaca-se a criação de vias marginais na Região Metropolitana de Campinas e Região Metropolitana de Ribeirão Preto (pela Autovias e Vianorte), e na Região Metropolitana de Jundiaí (pela AutoBan).
Grandes obras foram realizadas pela AutoBan na remodelação dos trevos no km 98 Campinas, conhecido como Trevo da Bosch, considerada uma das maiores do sistema Anhanguera-Bandeirantes. O trevo faz a interligação de Campinas a Monte Mor e dá acesso a importantes indústrias da região e o trevo do km 58 (Jundiaí), o principal trevo do município, recebeu nova configuração geométrica. A obra de ampliação e reforma do local facilitou o acesso ao bairro Malota, ao centro da cidade, a rodovias para ir a Itupeva e Itatiba.
Entre as obras de recuperação da pista de rolamento destacam-se obras realizadas pela AutoBan na Região Metropolitana de Campinas onde foi removido o asfalto da pista a direita e aprofundado o solo em mais de meio metro para compactar o solo e preencher com brita, tornando a pista de rolamento mais resistente a carga pesada. A Vianorte empregou pela primeira vez na América do Sul um sistema para restaurar o pavimento  por meio de termorregeneração, técnica mais conhecida como reciclagem a quente no próprio local. A técnica, usada há vários anos no exterior, já foi aplicada no Brasil nos anos 80 e que ressurge modernizada, de maneira a prevenir a deterioração do asfalto.
A Rodovia uma das mais movimentadas do país, corta importantes centros urbanos, como a Região Metropolitana de Campinas, neste trecho a rodovia apresenta-se ainda totalmente às escuras. A falta de Iluminação confere a rodovia um risco a todos que por ela transitam, sendo frequentes os relatos de assalto em pontos de ônibus, atropelamentos e acidentes ao longo dos trechos urbanos..

## Administração e concessionárias
A rodovia é atualmente gerida por quatro empresas privadas e, portanto, possui pedágios em toda a sua extensão.
- AutoBAn: do km 11 até o km 158,500
- Intervias: a partir do km 158,500 até o km 240,500
- ViaPaulista: do km 240,500 até o km 318,500
- Entrevias: do km 318,500 até o km 453